# 志賀玲太
志賀 玲太（しが れいた、1996年4月28日 - ）は、東京都出身のライター・編集者で、東京藝術大学美術学部芸術学科を卒業した。2017年6月、クイズ王・伊沢拓司が率いる東大発の知識集団「QuizKnock」に参加し、現在はWebメディア「QuizKnock」の編集者・ライターとして活動中である。主な活動として、QuizKnockのYouTubeチャンネルのディレクターを務め、動画制作に携わっている。
また、短歌やエッセイの執筆など、文筆活動も積極的に行っており、noteやTwitter（X）などのプラットフォームで作品を発表している。さらに、文学フリマ東京36にて、貝澤駿一、なべとびすこ、橋爪志保らと共に短歌同人誌「ジングル」を創刊し、短歌の創作活動にも力を入れている。

## 人物
どんな形でもいいから自分は美術に関わりたいという気持ちから東京藝術大学美術学部に進学。
ライターとして活動するほか、短歌の発表も行っている。